# Chata (bateau)
Pour les articles homonymes, voir Chata et Chalana.

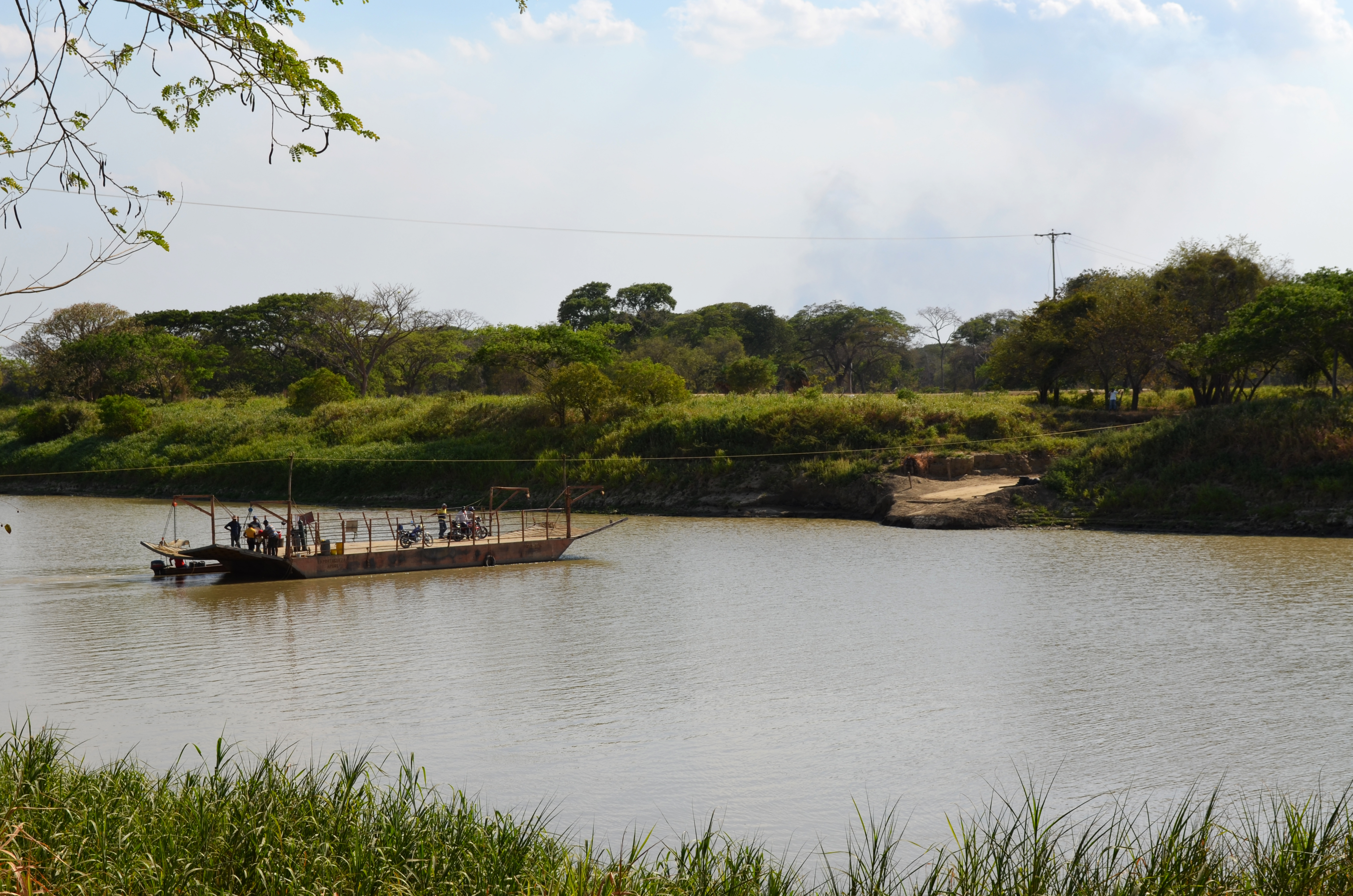
Une chata permettant la traversée du Río Portuguesa, au Venezuela, en 2014.

Une chata ou chalana est un type d'embarcation fluviale à fond plat, à faible tirant d'eau, utilisé au Venezuela. Elle est capable de transporter un important chargement.

## Description
Une chata sert à transporter des poids importants d'un lieu à un autre (les marins appellent ce type de chata chata de alijar ou alijadora : "chata de déchargement"), ou bien comme support pour mettre un autre navire quille en l'air (chata de tumbar, "chat de renversement"). Elle peut servir de camello (article espagnol) pour suspendre un navire, ou bien de caisse à suspendre.